# Tröchtelborn
Tröchtelborn es un municipio situado en el distrito de Gotha, en el estado federado de Turingia (Alemania). Tiene una población estimada, a fines de 2020, de 304 habitantes.
Forma parte de la comunidad de municipios (en alemán, verwaltungsgemeinschaft) de Nesseaue.
Está ubicado a poca distancia al oeste de Erfurt, la capital del estado.